# Eurykyda
Eurykyda (altgriechisch Εὐρυκύδα Eurykýda) ist eine Frauengestalt der Griechischen Mythologie.
Eurykyda war laut Pausanias eine Tochter des Königs Endymion von Elis. Ihre Brüder waren Aitolos, Paion und Epeios. Sie zeugte mit dem Meeresgott Poseidon einen Sohn namens Eleios, der nach der Flucht seines Onkels Aitolos dessen Nachfolger in der Herrschaft über Elis wurde. Der antike Geograph Strabon gibt an, dass im westpeloponnesischen Triphylien, das später zu Elis gerechnet wurde, zwei heilige Haine lagen, die Ionaion und Eurykydeion genannt wurden.